# Кюрди
Кюрдите са народ, мнозинството от който живее в считаната от него за историческа родина Кюрдистан (страна на кюрдите). Говорят на кюрдски език. Значителна част от кюрдите населяват днешните държави Турция, Ирак, Иран и Сирия, но суверенна кюрдска държава никога не е съществувала в новата история.

## Произход
Съществува хипотеза, че кюрдите са възникнали на основата на хуритите, асимилирани от персите и наследили видоизменен персийски език с много добавени хуритски думи. В полза на тази хипотеза говори наличието в кюрдски език на ергативна конструкция, свойствена на хуритски език, но несвойствена нито на персийски език, нито на други индоевропейски езици. Счита се, че те са най-голямото мидийско племе.

## Географско разположение
Кюрдистан, като етногеографски център на кюрдите, е разделен между Турция, Ирак, Иран и Сирия. Те са съхранили своя език, самобитни черти, традиции и култура.
Днес кюрдите наброяват, по разни оценки, от 29 до над 40 млн. души. В Турция живеят 14 – 20 млн., в Иран – около 5,4 – 7,5 млн., Ирак – около 4,5 – 7 млн. и Сирия – около 1 – 2 млн. Близо 2 млн. кюрди са разпръснати по Европа и Америка, където са създали организирани общности. В страните от бившия СССР живеят 200 – 400 хил. кюрди – главно в Азербайджан и Казахстан.

## Религия
Мнозинството от религиозните кюрди са мюсюлмани – предимно сунити (55%), но има и шиити (20%), алевии (15%), суфии и али-илахи (ахл-и хакк, ярсан). Освен тях към 2,5 – 3 млн. са привърженици на доислямската религия езидизъм и се наричат езиди. В Израел и Иран живеят около 200 хиляди кюрди-юдеи, в Турция и Сирия около 50 – 60 хиляди кюрди са християни.

### Кюрди в Турция
Според CIA World Factbook, кюрдите образуват приблизително 20 % от общия брой на населението в Турция, или около 14.000.000 (2008) През 1980 г. Кюрдското общество в Турция е най-голямата малцинствена група в Турция, и те са свързани като едно хомогенно национално общество. В периода от 1930 до 1940 г., кюрдите в Турция са били категоризирани като планински турци. Тя класификация на кюрдите са се променили през 1980 г.
Няколко големи кюрдски въстания са избухнали през 1925, 1930 и 1938 г., които са били смазани от турските власти и повече от 1 000 000 кюрди са били насилствено депортирани. През този период, до 1946 г. кюрдският език, фолклор и имена са били забранени в Турция. В Араратското въстание от 1930 г. са били унищожени голям брой кюрдски села, заедно с неговите жители. Турската държава по време на тези въстания е подпомагана от СССР и Иран. Въстанието е било организирано от кюрдската партия „Койбун“, която имала подписан договор с Дашнаксутин (Арменска революционна федерация) през 1927 г. До 1970 г., кюрдската лява партия на име Кюрдска социалистическа партия на Турция, се е съпротивлявала на насилието и поддържала гражданските дейности и участието на кюрдите на изборите. През 1977 г., Мехди Зана, от същата партия е спечелил местните избори в Диарбекир. В същото време се появили още две организации: национално освобождение на Кюрдистан и Кюрдска работническа партия.
Кюрдската работническа партия е обявена от САЩ, ЕС и НАТО за терористична организация. Според тях, това е етническа сепаратистка организация, която използва насилието за постигане на целите си за създаване на независима кюрдска държава в някои части на Югоизточна Турция, Североизточен Ирак, Североизточна Сирия и Северозападен Иран. В периода от 1984 до 1999 г., тази партия с турските власти е била в постоянни военни конфликти и размирици. По това време, много кюрдски цивилни са били местени от Ван, Шернак и Диарбекир в Западна Турция или Европа. Според някои данни, се смята, че в периода от 1993 до 1994 г. са изчезнали около 3200 кюрди, които са били тайно и масово избивани от турските власти. Но нито един от извършителите на тези престъпления, и до днес не е обвинен, нито наказан. През периода 1993 – 2009 г. са забранени 5 партии, целящи защитата на кюрдските права по демократичен път.

### Кюрди в Сирия
Кюрдите в Сирия са около 9 % от общия брой на населението или около 1.600.000 жители. Това ги прави най-голямото етническо малцинство в Сирия. Концентрирани са предимно в североизточната част на страната, но значителен брой има и в столицата Дамаск. Техниките, които са били използвани за потискане на етническата идентичност на кюрдите в Сирия са били забрана за използване на собствения кюрдски език, отказ на регистрация на деца с кюрдски имена (в замяна на кюрдски имена били давани арабски), забрана за отваряне на фирма, която не съдържа арабско име, забрана на кюрдски училища, книги и материали написани на кюрдски език. Около 3000 кюрди в Сирия са били лишени от всякакви социални права.

### Кюрди в Афганистан
Кюрдите в днешен Афганистан се заселили през 16 век от Североизточен Иран, време, когато те са били изгонени от сафавидския император Шах Абас. Кюрдите избягали в Афганистан главно в Херат и други западни части на Афганистан. Кюрдите, за разлика от съседните държави, в Афганистан са притежавали някакви права. При това, за общински кмет на Кабул в 1641 г. бил избран кюрдски лидер. Броят на кюрдите в Афганистан е трудно да бъде пресметнат.

### Кюрди в Ирак
Кюрдите съставляват мнозинството в три провинции в Северен Ирак, които заедно формират т. нар. Иракски Кюрдистан. Кюрдите също има и в Киркук, Мосул и Багдад. Около 300 000 кюрди живеят в столицата Багдад, 50000 в Мосул и още 100 000 в Южен Ирак.
Кюрдите, под ръководството на Мустафа Барзани се включвали в борбата срещу иракският режим от 1960 до 1975 година. През март 1970 г. между Иракските власти и бунтовниците се сключва примирие с клауза за създаване на Кюрдска автономия, която да се изпълни за срок от четири години. Но вместо това иракският режим започва т.нар. Арабизационна програма в богатите региони на страната населени предимно с етничесни кюрди – Киркук и Канакин. Стига се до нова военна офанзива през 1974 г. През следващите четири години около 200 000 кюрди са насилствено депортирани в други части на страната.
През Ирано-иракската война кюрдите оказват подкрепа на Иран и това става повод за нови действия срещу тях от Иракските власти. Стотици хиляди цивилни граждани са избити и депортирани в други части на страната. През 1988 г. започва кампанията Анфал, която довежда до унищожаването на около 2000 кюрдски села и смъртта на около 50.000 – 100.000 кюрди. Срещу населението режима на Садам Хюсейн използва дори химическо оръжие.
На 12 март 2004 г. в Ал Камишли град с разнородно население избухнали безредици между кюрди и сирийци. През следващите няколко дни загиват най-малко тридесет души, а около 160 са ранени.

### Кюрди в Армения
В периода от 1930 до 1990 г. Армения е част от Съветския съюз, в рамките на който кюрдите заедно с други етнически състави са имали статут на защитено малцинство. Арменските кюрди имат собствен вестник, който е спонсориран от държавата, радио лекции и точно за подхранване на културните си обичаи. След разпадането на СССР, много кюрди избягали в Русия и Западна Европа.

## Геноцидът над кюрдите през деветдесетте
Саддам Хюсеин е обвинен официално в геноцид срещу собствения си иракски народ по време на неговото управление. Някои политически лявонастроени критици на войната в Ирак наричат действията на американските военни геноцид, но това твърдение е необосновано. Други отричат Саддам да е провеждал геноцид, тъй като масовите убийства на кюрди са ставали по време на Ирано-иракската война, в която кюрдите неофициално подкрепят Иран. След Войната в Залива от 1990 – 1991 г. и последвалото ембарго наложено от ООН в Ирак до 1997 г. са умрели около 1 500 000 души от тях около 500 000 деца.
През второто десетилетие на 21 век Ислямска държава владее Североизточна Сирия – район с многобройно население от кюрди. Джихадистите от групировката извършват масови убийства и кланета срещу местните жители – предимно шиити, алевии и кюрди, позовавайки се на законите на Шериата. Оцелелите след първата сеч живеят в страх.
Във всеки един превзет град, екстремистите-ислямисти убиват всичко по пътя си – кюрди, арменци и всички, които се опитват да им се противопоставят. През октомври 2014 г. групировката ИДИЛ атакува град Кобани на Сирийско-турската граница, където са избити около 300 кюрди от шиитската вяра. Повечето от жертвите на ИДИЛ са мирни жители, като не малка част са жени и деца.